# Panhard Dyna Z
La Panhard Dyna Z est une automobile produite par Panhard de 1954 à 1959.

## Apparition

### Rappel historique

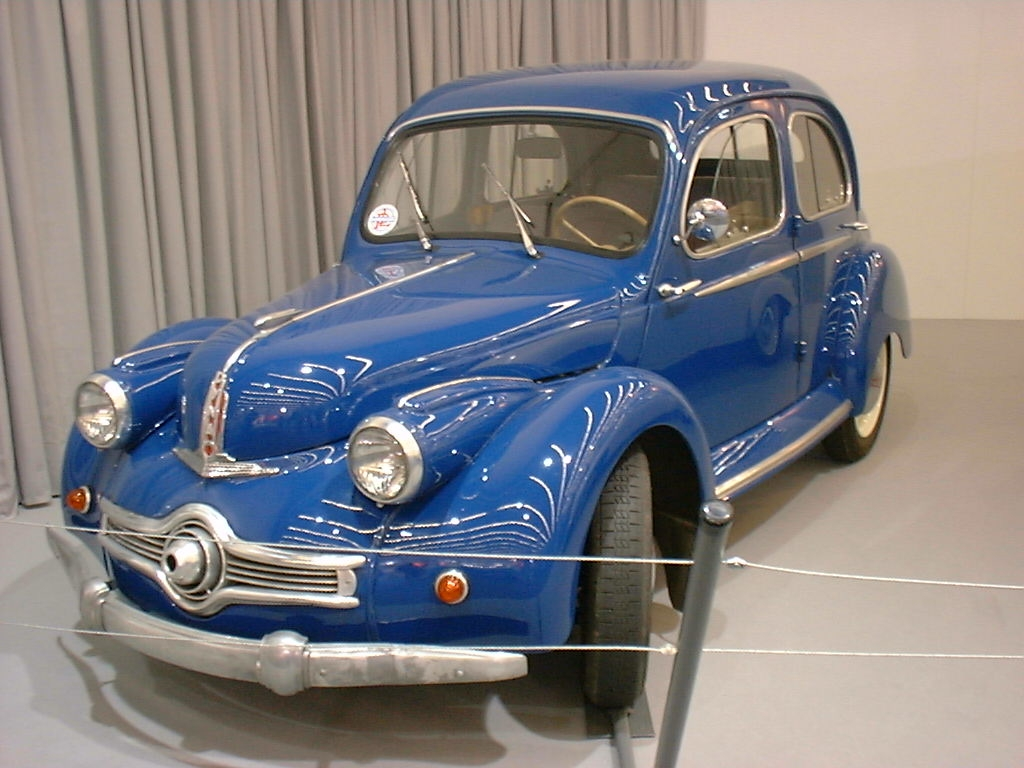
Panhard Dyna X.

Poursuivant son développement dans l’après-guerre, Panhard songe à créer une remplaçante à la petite Dyna X ou VP2 présentée en 1946. Niveau performances, elle est encore à la hauteur, mais sa carrosserie très baroque et surchargée « à la Louis XV » due au styliste Louis Bionier a ses détracteurs. De plus, elle est peu spacieuse. Très moderne pour l'époque, elle possède une carrosserie aluminium, la traction avant, un moteur à refroidissement par air et une suspension à quatre roues indépendantes.

### Prototype Dynavia

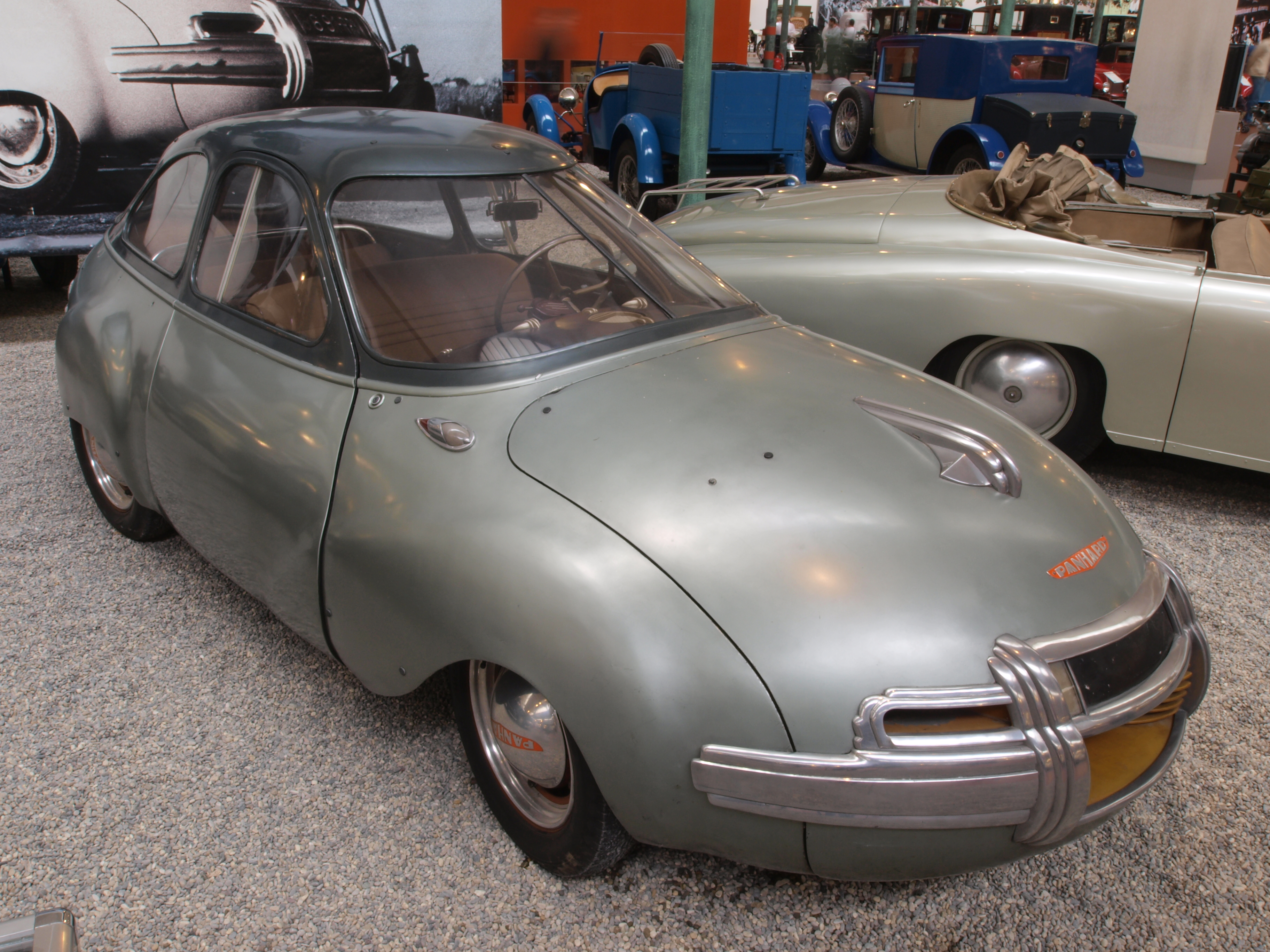
Panhard Dynavia (1948).

La Dynavia est ce que l'on pourrait appeler de nos jours un concept car. Il est présenté par Panhard en octobre 1948. Basé sur un châssis de Dyna X avec moteur 610 cm3 de 28 ch. Sa carrosserie en aluminium est très originale et présente des idées innovantes concernant l'éclairage avec projecteurs rectangulaires à déflecteurs ellipsoïdaux. Cela donne des « ailes de lumière » comme l'annonce Panhard. L'aérodynamique est très poussée avec un Cx qui descend à 0,279. Cette finesse aérodynamique permet au véhicule de dépasser les 130 km/h contre 100 à 105 pour la Dyna X d'origine. La consommation profite aussi de ce travail en descendant entre 3,5 et 5 l/100 km.
Il n'est pas un exercice de style gratuit. Ses recherches aérodynamiques serviront de base à l'étude de la remplaçante de la Dyna X.
Ce prototype est conservé et exposé au musée de l'École nationale supérieure d'arts et métiers.

### Projet VLL
Ce sigle signifie « Voiture Large et Légère ». Le projet est lancé par Panhard en 1950 et son cahier des charges réunit des caractéristiques inconciliables. La VLL sera en effet légère, elle devra transporter en toute sécurité et avec le plus grand confort six personnes et leurs bagages. Elle doit tenir une moyenne à 130 km/h avec le même moteur que la Dyna X. Il est donc nécessaire de concevoir une structure particulièrement légère, habillée d'une carrosserie très aérodynamique, habitable et agréable à regarder.

## Lancement des nouvelles Dyna «54»

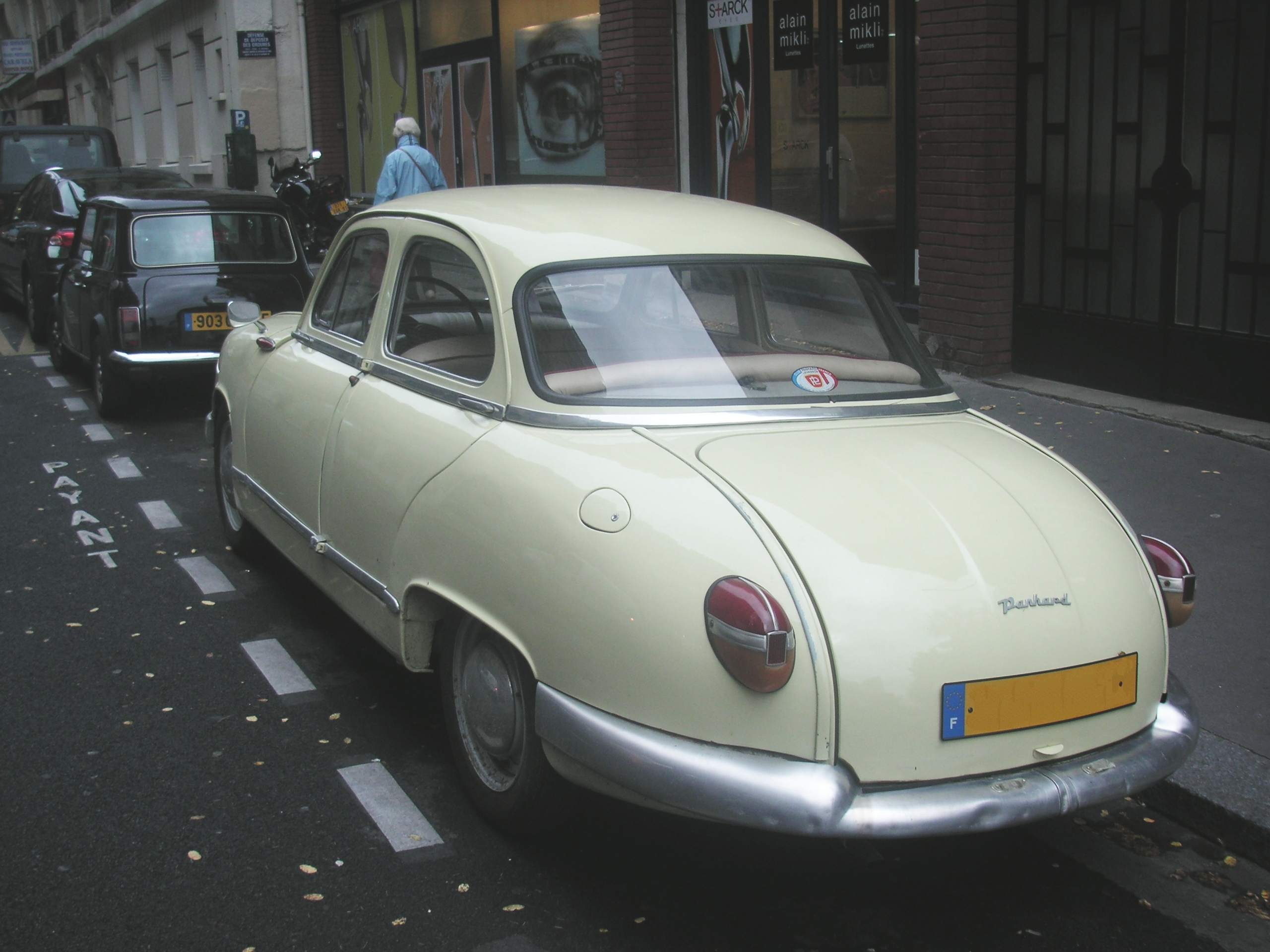

Panhard est sûr de marquer un grand coup. Sa Dyna « 54 » est probablement la voiture la plus moderne du marché. Elle est présentée à la presse le 17 juin 1953 au restaurant « Les Ambassadeurs » à Paris. Toute la presse est enthousiasmée par cette automobile si innovante à de nombreux niveaux. Les premiers mois pourtant, la Dyna Z souffrira de nombreux défauts de finition, comme une étanchéité toute relative.

## Conception
Panhard a été un pionnier privilégiant l'innovation, par exemple, la Dyna Z sera la première voiture étudiée en soufflerie,  cependant, dans le climat de restrictions de toute nature en vigueur longtemps après la Seconde Guerre mondiale, le constructeur doit abandonner les véhicules haut de gamme pour se concentrer sur des modèles simples, accessibles à une clientèle moins fortunée. Cette création s'inscrit dans le plan Paul-Marie Pons, A. F. G. (aluminium français Grégoire).

### Une structure révolutionnaire

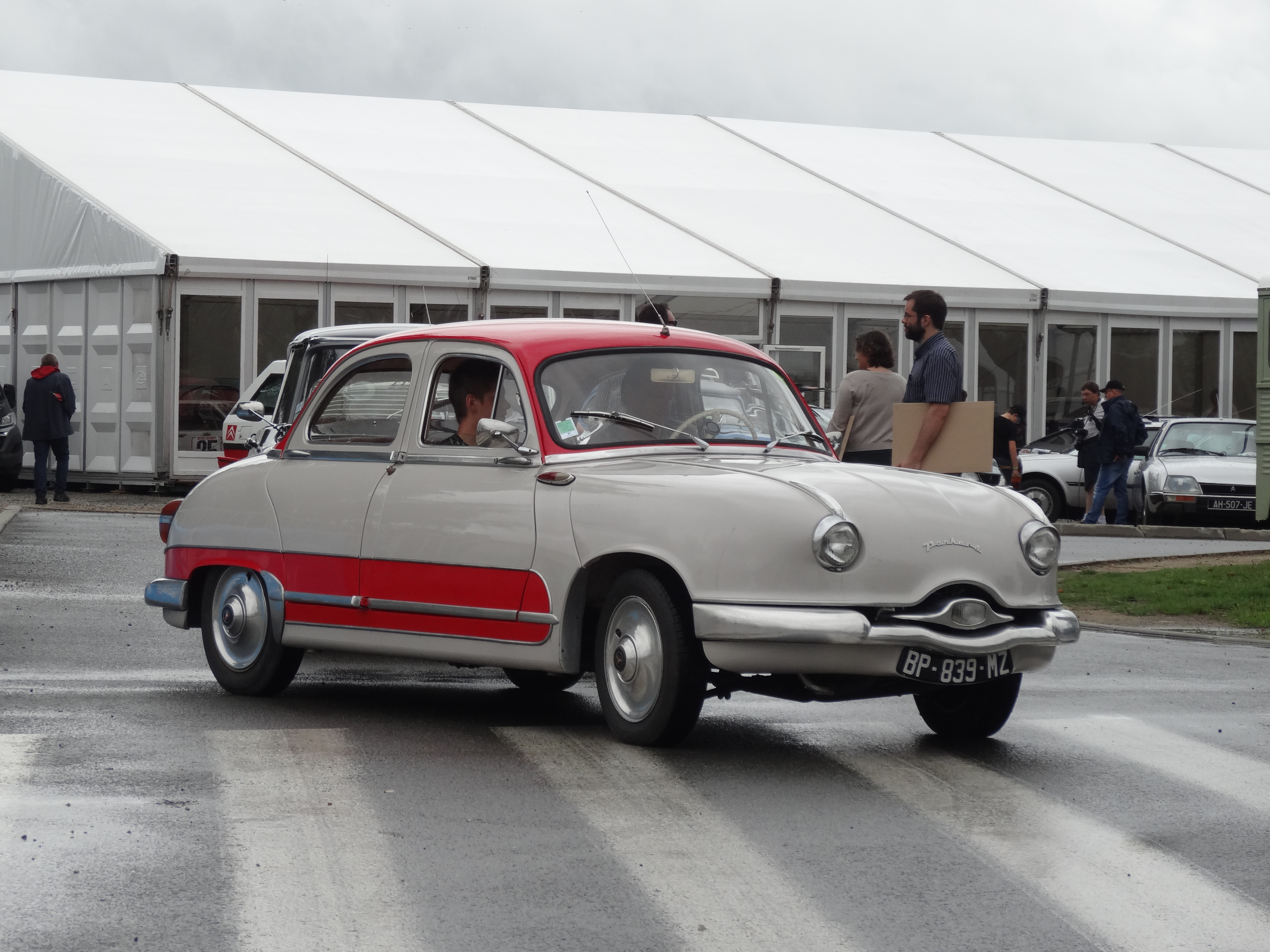

Elle est basée sur une construction modulaire. La pièce maîtresse, c'est la plate-forme plate avec deux traverses tubulaires situées sous les sièges avant et arrière. Elle fait 1,88 m de long et 1,56 m de large. Des longerons relient ces traverses sur les côtés. Le train avant avec le moteur et la transmission est solidaire d'une troisième traverse tubulaire fixée en avant de la plate-forme. Un tube support de proue entoure le moteur. L'essieu arrière est articulé à partir de la traverse arrière. Tout l'ensemble est habillé d'une superstructure comportant la carrosserie et le fond du coffre. Cette carrosserie n'a aucun rôle porteur, juste un rôle protecteur.
Cette structure modulaire est nécessaire à cause de l'organisation de l'usine de la porte d'Ivry à Paris. Elle est en effet répartie sur plusieurs niveaux avec des ascenseurs et des monte-charges. Les différents modules de la caisse sont faciles à assembler en bout de chaîne. La carrosserie est produite chez le carrossier Chausson puis expédiée par camion à l'usine de la porte d'Ivry pour y rejoindre la plate-forme.
Pour obtenir cette légèreté tellement recherchée, Panhard réalise une structure en alliage d'aluminium : le Duralinox. Cet alliage comprend du cuivre et du magnésium. Seul le tube support de proue en avant du moteur, la traverse avant, le train arrière et les roues sont en acier ; le centre de gravité se trouve fortement abaissé. Le poids se limite à 710 kg soit 30 % de moins que ses rivales.

### Carrosserie: l’efficacité avant tout

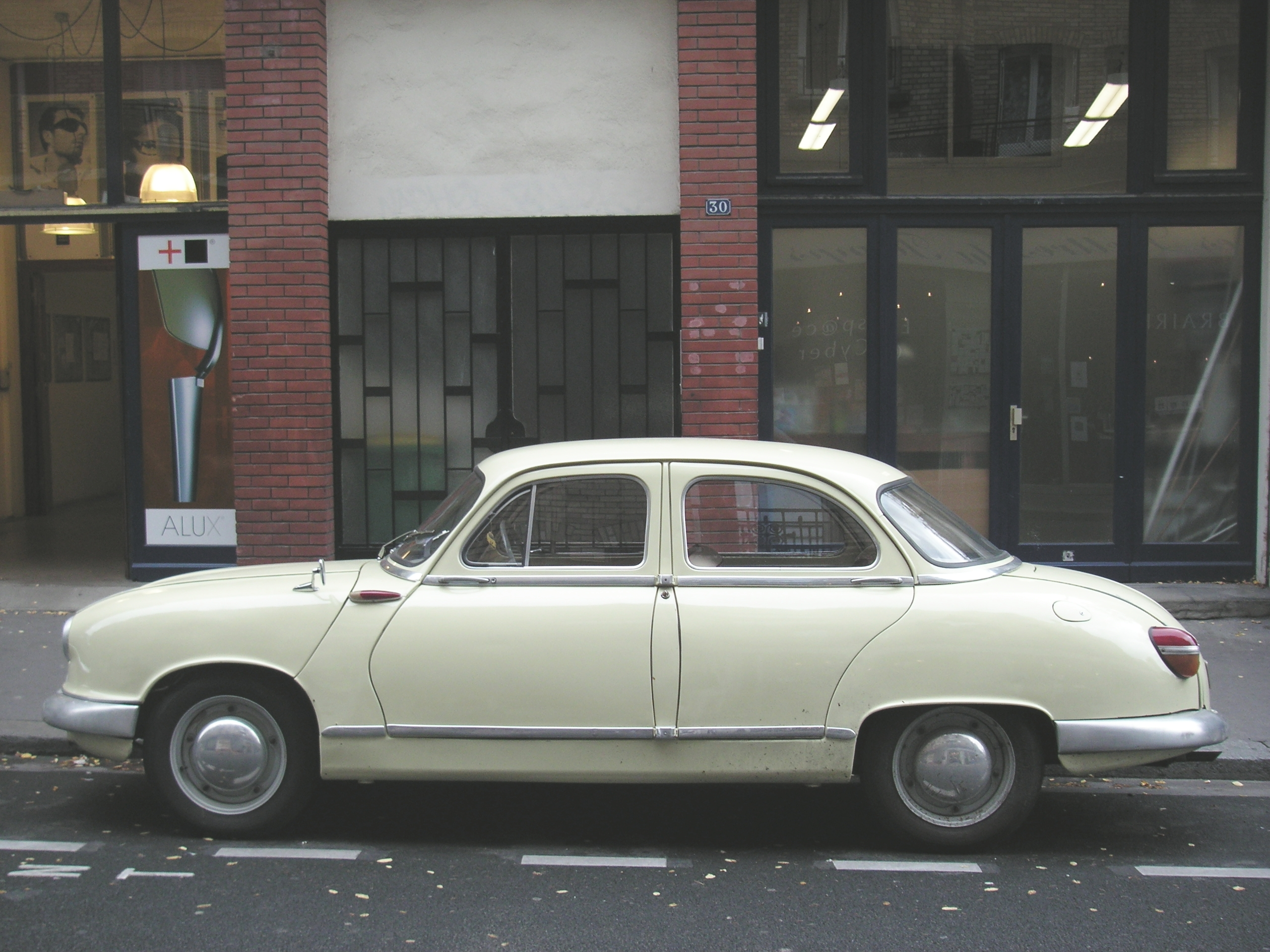

Pour le lancement, Panhard présente une berline quatre portes aux rondeurs très originales. Le dessin de la carrosserie est l'œuvre de Louis Bionier, auteur des CS/DS, Panoramic et Dynamic d'avant-guerre, puis des baroques Dyna X. Il réalise une merveille d'aérodynamique aux formes douces et d'une logique parfaite. Le pare-brise est bombé, tout comme la lunette arrière qui fut à l'époque une véritable prouesse de Saint-Gobain. Les portières avant sont à ouverture inversée dite « suicide », solution très contestée par de nombreux utilisateurs et journalistes. Le capot est constitué d'une seule pièce englobant les phares, les ailes avant, les passages de roues et tout ce qui se trouve au-dessus du pare-chocs. La malle arrière arrondie descend jusqu'au pare-chocs arrière.
Ses formes arrondies lui assurent un Cx de premier ordre de 0,26. Les pare-chocs en aluminium poli sont équipés d'élégants butoirs.
Le traitement de l'éclairage est original lui aussi. À l'avant, un antibrouillard unique prend place au milieu de l'enjoliveur de la prise d'air du moteur qui remplace la calandre, et deux phares. Il en résulte une moue étonnée qui lui donne un aspect immédiatement sympathique. À la base du pare-brise, sur les ailes, se trouvent les clignoteurs de direction de forme très effilée.  À l’arrière, l'éclairage de plaque intègre aussi un feu de recul et deux gros feux latéraux avec les feux de stop, et de clignoteurs, et des catadioptres intégrés dans les feux.

### Vie à bord: confort et sécurité

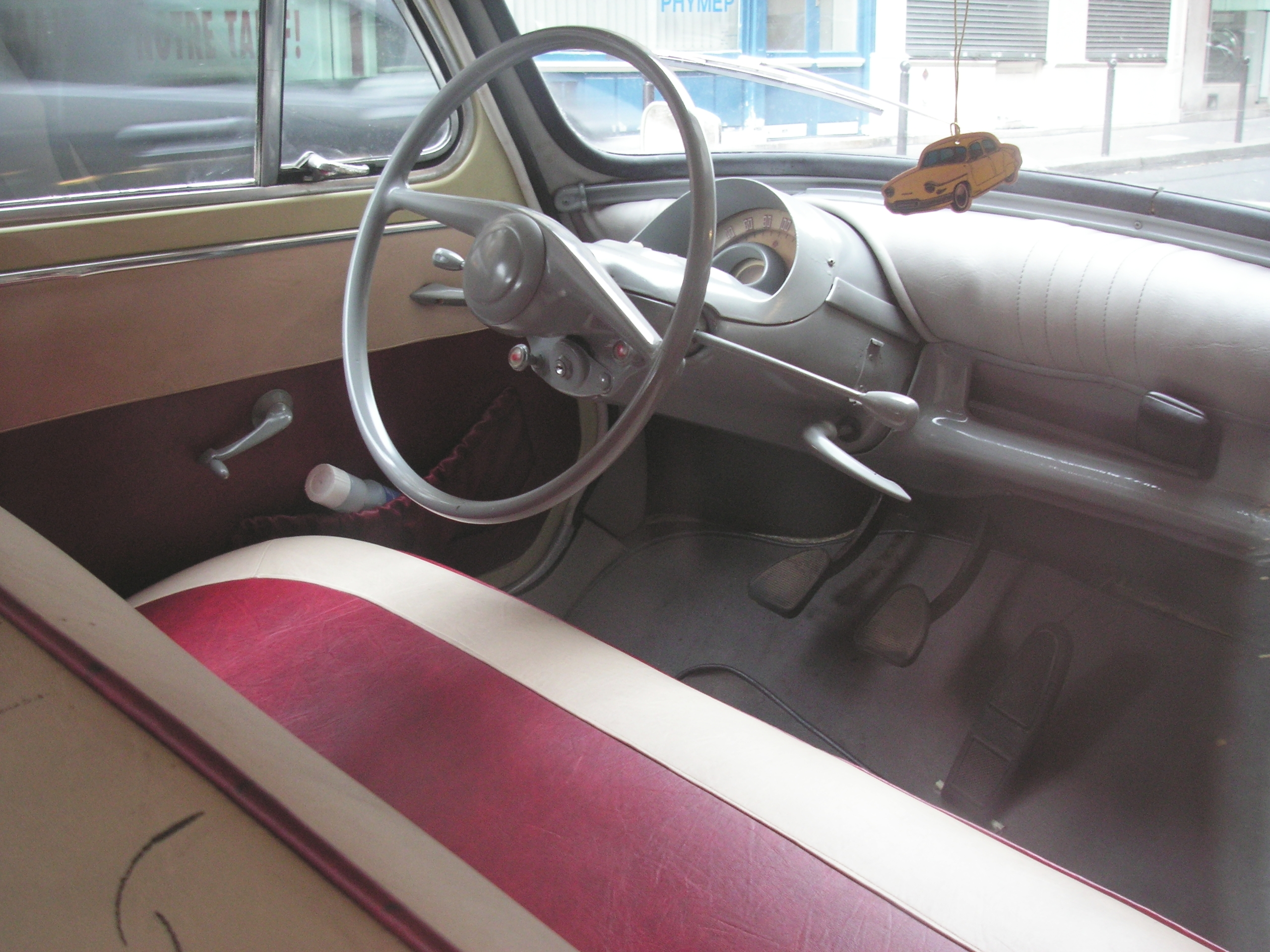

Deux banquettes recouvertes de simili-cuir accueillent les six passagers. Le conducteur retrouve toutes les informations nécessaires à la conduite sous ses yeux. L'instrumentation est rassemblée sur la colonne de direction en un élégant ensemble en matière plastique. Tout cela est très innovant.
L'aménagement intérieur est conçu pour être le plus confortable et le plus sûr possible. Ainsi, la planche de bord, repoussée loin des passagers, arbore des formes arrondies et rembourrées, les commandes saillantes sont abolies. Le levier de vitesse est placé derrière le volant sur la colonne de direction. La visibilité est très bonne dans toutes les directions. Dans le même ordre d'idées, le pare-brise et la lunette arrière sont conçus pour s'éjecter en cas d'accident. Le plancher est intégralement plat et les passages de roues avant peu saillants. De même, le réservoir est situé entre les roues arrière, à l'abri des chocs.
À l’arrière, la roue de secours trouve sa place dans un compartiment séparé par un plancher en bas du coffre. Ainsi, il est possible de la sortir sans se salir et sans avoir à retirer les bagages. Le volume disponible pour les bagages est réellement impressionnant. Ce volume peut encore s'accroître en déposant la banquette arrière.
Le tonus du moteur et son échappement bruyant se payent malheureusement par un niveau sonore élevé et très disgracieux, outre un niveau de vibrations peu supportable entraînant de nombreux dysfonctionnements. Cette mauvaise réputation ternira à tout jamais l'image de la marque.

### Dimensions
- Longueur : 4,577 m
- Largeur : 1,668 m
- Hauteur : 1,42 m
- Empattement : 2,57 m
- Garde au sol : 0,16 m
- Voies avant et arrière : 1,30 m
- Capacité du coffre : 254 l
- Capacité du réservoir : 40 l

### Suspensions
- Suspension avant : roues indépendantes, deux ressorts à lames transversaux superposés et amortisseurs à bras Houdaille.
- Suspension arrière : roues indépendantes à trois barres de torsion par côté (brevet Panhard) et amortisseurs à bras Houdaille.

### Transmission
C’est une traction avec une boîte à quatre vitesses, les seconde et troisième sont synchronisées. Le levier se trouve au volant.

### Moteurs
L'accessibilité mécanique est exceptionnelle grâce à la compacité du bloc-moteur et au capot qui se relève entièrement.
| Moteur                  | S5                          | S5 RJH                        | M5                            | M5 Aérodyne                   | M5T Tigre                     |
| Type                    | Longitudinal                | Longitudinal                  | Longitudinal                  | Longitudinal                  | Longitudinal                  |
| Cylindres               | Bicylindre à plat           | Bicylindre à plat             | Bicylindre à plat             | Bicylindre à plat             | Bicylindre à plat             |
| Refroidissement         | Air soufflé par ventilateur | Air soufflé par ventilateur   | Air soufflé par ventilateur   | Air forcé par turbine         | Air forcé par turbine         |
| Soupapes                | 2 par cylindre              | 2 par cylindre                | 2 par cylindre                | 2 par cylindre                | 2 par cylindre                |
| Rattrapage des soupapes | Tube et barres de torsion   | Rattrapage de jeu hydraulique | Rattrapage de jeu hydraulique | Rattrapage de jeu hydraulique | Rattrapage de jeu hydraulique |
| Arbre à cames           | 1 arbre à cames central     | 1 arbre à cames central       | 1 arbre à cames central       | 1 arbre à cames central       | 1 arbre à cames central       |
| Cylindrée               | 851 cm3                     | 851 cm3                       | 851 cm3                       | 851 cm3                       | 851 cm3                       |
| Alésage x course        | 85 × 75 mm                  | 85 × 75 mm                    | 85 × 75 mm                    | 85 × 75 mm                    | 85 × 75 mm                    |
| Rapport volumétrique    | 7,2 : 1                     | 7,2 : 1                       | 7,2 : 1                       | 7,2 : 1                       | 7,2-7,8 : 1                   |
| Puissance maxi          | 42 ch à 5 300 tr/min        | 42 ch à 5 300 tr/min          | 42 ch à 5 300 tr/min          | 42 ch à 5 300 tr/min          | 50 ch à 5 300 tr/min          |
| Couple maxi             | 6,5 kg m à 3 500 tr/min     | 6,5 kg m à 3 500 tr/min       | 6,5 kg m à 3 500 tr/min       | 6,5 kg m à 3 500 tr/min       | 6,8 kg m à 3 600 tr/min       |
| Vitesse maxi            | 130 km/h                    | 130 km/h                      | 130 km/h                      | 130 km/h                      | 145 km/h                      |
| Consommation            | 6 l/100 km                  | 6 l/100 km                    | 6 l/100 km                    | 6 l/100 km                    | 6 l/100 km                    |

## Évolution

### Carrosserie

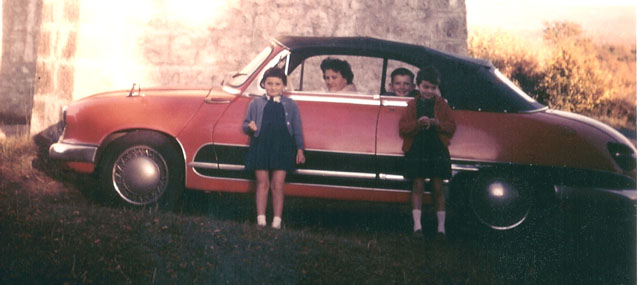
Panhard Dyna Z cabriolet.

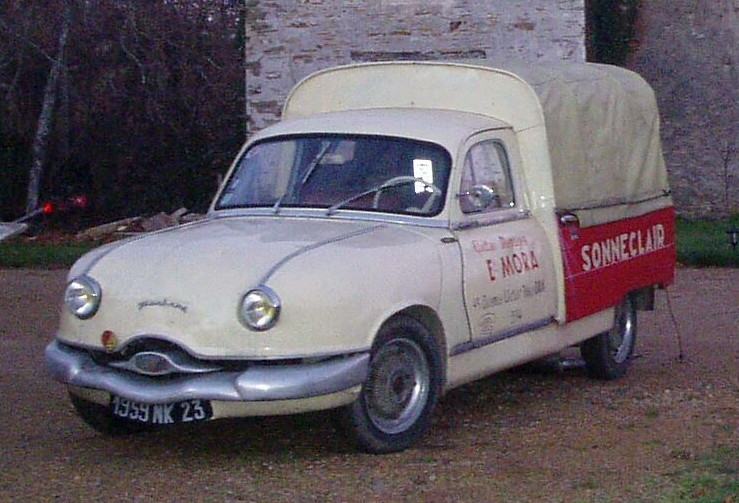
Panhard Dyna Z pickup.

Très tôt dans son développement, grâce à un soubassement identique à tous les modèles, il était prévu différentes carrosseries à la VLL. Les documents présentent une berline découvrable, un cabriolet, un coupé, un coach et une fourgonnette à conduite avancée pouvant évoluer en familiale très généreuse. Tous ces projets tomberont à l'eau les uns après les autres à cause des coûts de production trop élevés de la berline.
Néanmoins un projet de break a été étudié par le carrossier Leffondré à la demande de Panhard. C'est un break deux portes doté d'un arrière peu élégant. Il est présenté en octobre 1955 au salon de l'utilitaire à Paris. Ce dérivé n'apparaîtra pas en série.
À l’initiative du carrossier belge D'Ieteren, un cabriolet très élégant voit le jour. Il est présenté au salon de Bruxelles en 1956. Panhard reprendra à son compte la construction de ce cabriolet avec quelques modifications mineures dès le printemps 1957. La construction modulaire permet l’adaptation en cabriolet sans modification spéciale du poids.
Enfin en 1958 sont présentés les dérivés utilitaires de la Dyna Z : les D-65. Discrètement mentionnés en 1955, ils attendront trois ans pour devenir réalité. Il y aura un pick-up, bâché ou non, une fourgonnette tôlé et un châssis-cabine à carrosser.

### Structure
Par une bête et grave erreur comptable, les Dyna Z ont un coût de production très élevé. Le coût de construction de la caisse en Duralinox ne tient pas compte de toutes les chutes perdues au découpage de la carrosserie. Panhard se retrouve coincé : soit la marque augmente le prix des voitures qui ne seront plus compétitives, soit elle remplace le Duralinox par de l'acier. C'est cette décision qui sera préférée.
- Sur les modèles 1956, la caisse est en acier et les ouvrants en Duralinox.
- Aux millésimes suivant, toute la carrosserie est en acier, aussi bien pour les berlines, cabriolets que pour les utilitaires.

Ce choix entraînera de fait une sévère hausse du poids des berlines, passant de 710 kg pour les caisses en Duralinox à 875 kg pour les toutes acier. Les cabriolets pèsent 850 kg et les D-65 font 790 kg.
Les Dyna Z (ou Dyna 54), si vives de comportement, rentrent dans le rang et perdent leur caractère sportif. Et le moteur manque de  cylindrée. Elles retrouveront des performances de premier ordre avec l'arrivée du moteur « Tigre » en 1959 trois mois avant leur fin de carrière.

### Gamme produite et commercialisée

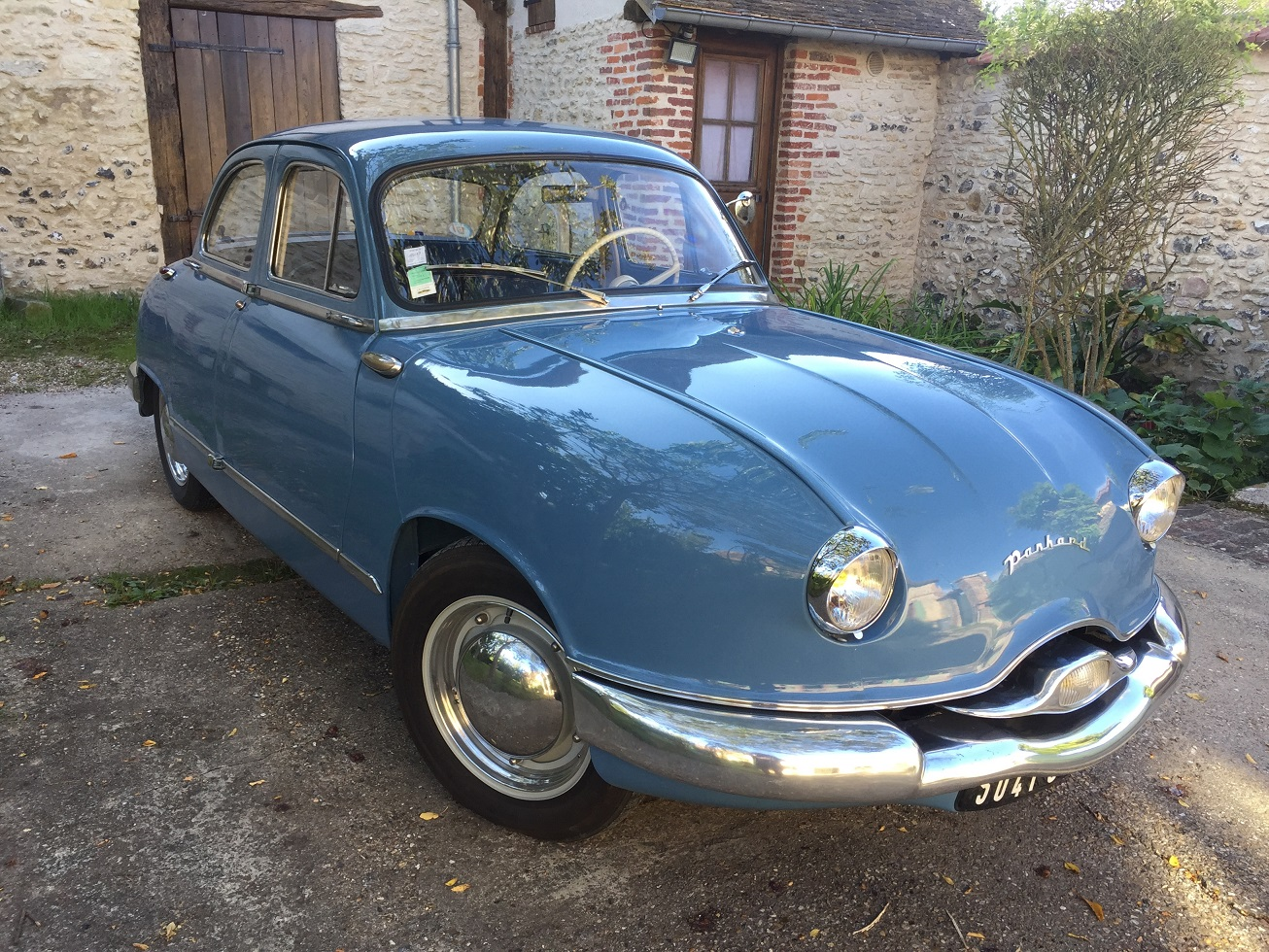
Panhard Dyna Z6 restaurée de 1956.

On remarque que les modèles se chevauchent.
Z1janvier 1954 - mai 1956
Berline Luxe et berline Luxe Spécial :

Ce sont les premiers modèles du lancement de la gamme. Par rapport à la version Luxe qui ne sera quasiment jamais produite, la Dyna Z Luxe Spécial possède un moteur Sprint, un chauffage de l'habitacle, un lave-glace, un antivol sur colonne de direction, un projecteur antibrouillard central et des cercles de roues. Les dernières Z1 ont la carrosserie mixte Duralinox-acier. Celle-ci se reconnaît à l'absence de raccords sur les montants de toit à l'avant et à l'arrière. 
Z5janvier 1956 - août 1956
Berline Luxe et Luxe Taxi :

Cette version voit son moteur modifié pour que la consommation passe en dessous des 6 l/100 km. Sa vitesse de pointe passe de 130 à 115 km/h. Les feux arrière sont simplifiés. 
Z6mai 1956 - septembre 1956
Berline Luxe Spécial :

C’est aussi une version mixte Duralinox-acier. Son comportement routier est dégradé par une répartition différente des masses, surtout sur le train arrière alourdi. 
Z11août 1956 - juillet 1959
Berline Luxe et Luxe Taxi :

Lancées sur les modèles 1957, elles ont la carrosserie toute acier. Les amortisseurs avant puis arrière seront remplacés par des éléments hydrauliques classiques et le comportement routier redeviendra digne des versions tout alu. Nouveaux gros feux arrière.
Z12août 1956 - octobre 1958
Berline Luxe Spécial, berline Grand Luxe et berline Grand Standing :

Nouveaux gros feux arrière. La finition Luxe Spécial est remplacée en mai 1957 par la Grand Luxe légèrement simplifiée. L'option Grand Standing ajoute des visières de projecteurs, des sabots d'aile et des pneumatiques à flancs blancs. Pour 1958, une peinture bicolore est optionnelle. La seconde teinte est appliquée au-dessus de la ceinture de caisse et en bas des flancs dans une zone délimitée par une baguette d'aluminium. Pour 1959, la seconde couleur n'habille que le toit avec les montants et les bas de caisse. 
Z15mai 1957 - novembre 1958
Cabriolet Grand Standing :

Il est lancé en mai 1957. Sa présentation est plus raffinée que les berlines avec une sellerie mêlant simili et cuir véritable. La banquette avant est remplacée par deux sièges jointifs pouvant toujours accueillir trois personnes. C'est donc un cabriolet 4/5 places.
Z16août 1958 - septembre 1959
Berline Grand Luxe et berline Grand Standing :

Les roues 380×145 sont plus petites. La variante à coupleur Jaeger s'ajoute en février 1959 et la berline Grand Standing Tigre en mars 1959.
Z17novembre 1958 - avril 1960
Cabriolet Grand Standing :

Les roues 380 × 145 sont plus petites. Le coupleur Jaeger optionnel apparaît à partir de février 1959 et le moteur « tigre » en mars 1959. 
Z18novembre 1958 - après mars 1959
Berline Luxe Spécial :

C’est une berline hybride basée sur la version Grand Luxe et créée et vendue pour écouler les pièces excédentaires du modèle de l'année précédente. Elle possède encore les roues de grand diamètre et le garnissage des modèles 1958. Les sabots d'aile sont en série.
W2novembre 1958 - juillet 1959
Camionnette bâchée et pick-up 650 kg.

### Moteurs
Né avec la Dyna X, le petit bicylindre sera régulièrement amélioré par l’ingénieur Delagarde pour maintenir un haut niveau de performance.
- Au lancement la Dyna Z est dotée du moteur de type S5, issu des versions les plus sportives de la Dyna X.
- Sur les modèles 1956, ce moteur est profondément modifié. Le rappel de soupapes par barre de torsion est remplacé par un système à rattrapage de jeu hydraulique. Des bielles dites « Tour Eiffel » permettent de mieux répartir les efforts sur le vilebrequin ; cela donne naissances au moteur S5 RJH.
- Fin 1955, le vilebrequin est renforcé. Un nouveau carburateur est installé. Le moteur devient le « M5 ».
- Sur les modèles 1958, le refroidissement par air est totalement modifié, le ventilateur est remplacé par une turbine et un carénage enveloppe le moteur pour canaliser cet air. Il est baptisé « M5 Aérodyne ». Le silence de fonctionnement y gagne beaucoup car jusqu'à présent le bruit est important, surtout à haut régime.
- En mars 1959, une dernière évolution du moteur sera réalisée. Le moteur monte plus haut et plus vite en régime. La puissance fait un bond de 42 à 50 ch. Ce nouveau moteur est baptisé « Tigre ». Avec cette mécanique, la Dyna retrouve le brio des versions Duralinox. Elle redevient une vraie sportive et la vitesse de pointe passe de 130 à 145 km/h.

### Transmission
Au fil des ans, la boîte de vitesses sera renforcée : pignons,  synchros… Cette mise au point sera déterminante pour encaisser le surcroît de puissance du moteur « tigre » en 1959. Le quatrième rapport est synchronisé en mai 1956.
- En septembre 1955, la Dyna Z peut être équipée d'un embrayage électromagnétique Ferlec commercialisé par Ferodo. Cette option disparaîtra en octobre 1956.
- En octobre 1957, le coupleur Jaeger est proposé et permet de se passer de la pédale d’embrayage. Très au point, cet embrayage automatique sera peu répandu.

## Compétition

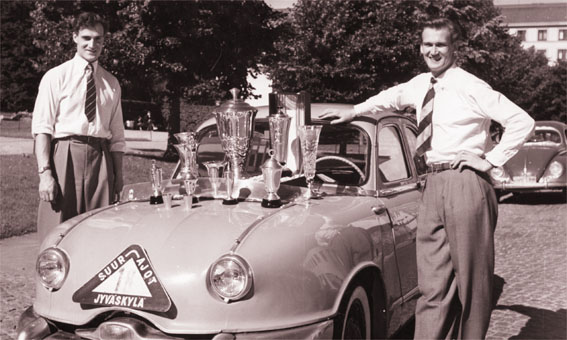
Le Finlandais Osmo Kalpala au rallye de Finlande 1954.

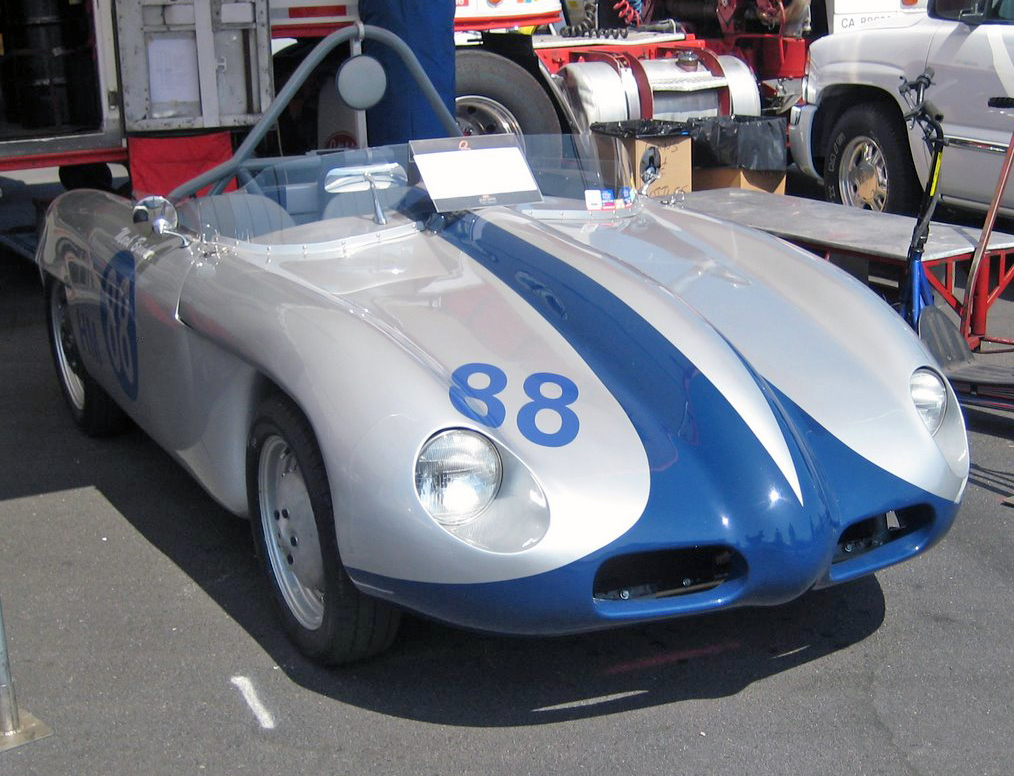
Une Devin Panhard 850 de 1954 (États-Unis).

Les Dyna Z sont merveilleusement performantes dans les rallyes et courses de côtes. En 1958, la mécanique Panhard signe sa 850e victoire depuis 1949. Leur refroidissement à air, leur légèreté et leur tenue de route sont des atouts déterminants.
Victoires notables:

- Rallye des Routes du Nord : 1958
- Rallye des Lions : 1958
  - 2e du rallye Monte-Carlo en 1954 (avec G. Gillard/R. Dugat, et victoire de classe moins de 1L.) ;
  - 2e du rallye de Finlande en 1955 (avec Kalpala) ;
  - 3e du rallye de l'Acropole en 1956 (avec René Fabre et M-L. Redon) ;
- Rallye Monte-Carlo : 1961 (PL 17, directement issue de la Dyna Z).

Elles vont également s'illustrer dans les très populaires concours de consommation où l’aérodynamique, la légèreté et le petit moteur font merveille.
La Dyna Z gagne le Mobil Economy Run :
- en 1956, première dans sa catégorie avec 5,237 l/100 km ;
- en 1957, première au classement général avec 5,12 l/100 km ;
- en 1958, première au classement général avec 4,589 l/100 km ;
- en 1959, première au classement général avec 4,72 l/100 km.

Elle remporte le Caltex Economy Test :
- en 1959, première au classement général avec 4,837 l/100 km.

En 1956, le constructeur américain Devin remporte aussi le Championnat des États-Unis des voitures de sport classe E-modifiée (EM), avec une Devin Panhard, confiée au pilote James Orr, en utilisant un moteur modifié de Dyna Z, de 0,85 L. Bicylindre Boxer Hubraum désormais équipé de culasses Norton, les deux arbres à cames étant entraînés par courroie crantée.
Au niveau sportif, la Dyna Z sous sa robe de série ne connaîtra guère qu'une seconde place au Monte-Carlo 1955, par contre les dérivés utilisant sa mécanique tels les Monopole et DB, connaîtront de nombreuses victoires tant en rallye, qu'en course sur piste, 24 Heures du Mans notamment comme au 24 Heures du Mans 1959 avec les DB HBR5 de Bernard Consten et Paul Armagnac de René Cotton de Pierre Chancel et Gérard Laureau.

## Production globale
- Berlines (Z1, Z5, Z6, Z11, Z12, Z16 et Z18) : environ 139 065 exemplaires.
- Cabriolets (Z15 et Z17) : 548 exemplaires.
- Utilitaires D-65 (W2) : 1 735 exemplaires.

En juin 1959, la remplaçante de la Dyna Z est présentée à la presse. C’est la PL 17. En fait il s’agit d’un très habile restylage destiné à relancer les ventes de la voiture. Le cabriolet Z17 restera disponible jusqu’en avril 1960

## Rivales
Dans la catégorie des 5 CV, la Dyna Z se retrouve face à l'élégante Renault Dauphine de 1956, dotée d'un 850 cm3 de 30 ch SAE. Son aérodynamisme est satisfaisant et elle peut atteindre les 115 km/h. En revanche, son habitabilité et son coffre sont nettement moins accueillants. Sa tenue de route est capricieuse surtout par grand vent.
La Simca Aronde avec ses 7 CV est une dangereuse adversaire mais ses 985 kg pour 45 ch ne font pas le poids côté performances. Pour l'habitabilité et comportement, l’Aronde est même surpassée. Elle a cependant d’autres atouts pour elle : une présentation attrayante et surtout un prix réduit.

## Cote actuelle
Les prix des Dyna Z varie selon leur état : de l’épave au véhicule en état concours.
La faible production des cabriolets Z15 et Z17 en fait des modèles très cotés. Par contre, les autres modèles sont particulièrement abordables. Leurs performances sont encore d’actualité et leur bruit inimitable les rend très attachantes. Comme à leur époque, elles ont leurs fans et leurs détracteurs. Elles sont le témoignage de l’ingéniosité de Panhard et de sa créativité. Leur réputation de fragilité est due à la nécessité d'un entretien très rigoureux qui ne souffre pas la moindre approximation. Il ne faut jamais oublier qu'une restauration dans les règles de l'art coûte largement plus que le prix de la cote la plus élevée. Parfois jusqu'à quatre ou cinq fois plus cher.